# Julio Martínez Mesanza
Julio Martínez Mesanza (Madrid; 14 de setembre de 1955) és un poeta espanyol i traductor de literatura italiana.

## Biografia
Va cursar estudis de Filosofia, però es va llicenciar en Filologia italiana a la Universitat Complutense de Madrid. Representant de la generació que Luis Antonio de Villena va anomenar Postnovísimos i José Luis García Martín "dels vuitanta", ha traduït a més poesia italiana clàssica i moderna, des de Dante Alighieri a Ugo Foscolo. La seva obra més coneguda és Europa, (1983-1990), una espècie d'epopeia ètica culturalista. En 1998 va afegir un altre títol a aquest cicle, Fragmentos de Europa (1977-1997).
Va treballar en el Ministeri de Cultura i en la Biblioteca Nacional d'Espanya amb Luis Alberto de Cuenca y Prado. Ha estat director dels centres de l'Institut Cervantes de Lisboa, Milà, Tunísia i Tel-Aviv. Va estar a càrrec de l'adreça acadèmica a la seu central d'aquest organisme a Madrid i actualment (2017) és director de la seu d'Estocolm. En 2017 va obtenir el Premi Nacional de poesia de les Lletres Espanyoles per la seva obra Gloria, que compila la seva activitat poètica entre 2005 i 2016.
Inclòs en l'antologia La generación de los ochenta (1988), de José Luis García Martín, s'ha relacionat la seva poètica amb Saint-John Perse, Paul Claudel, Jorge Luis Borges, el Culturalisme i l'interès medievalista d'aquest darrer.

## Obres

### Lírica
- Europa (Madrid: El Crotalón, 1983).
- Europa (Sevilla: Renacimiento, 1986).
- Europa 1985-1988, (Valencia: La Pluma del Águila, 1988)
- Europa y otros poemas (Málaga: Puerta del Mar, 1990). Contiene los poemas de las ediciones anteriores: 1983-1988.
- Las Trincheras (Sevilla: Renacimiento, 1996)
- Fragmentos de Europa 1977-1997 (Palma: Universidad de las Islas Baleares, 1998).
- Entre el muro y el foso (Valencia: Pre-textos, 2007).
- Soy en mayo (Sevilla: Renacimiento, 2007). Antología con poemas de Europa, Las trincheras i Entre el muro y el foso.
- Gloria (Madrid: Rialp, 2016). Recoge su actividad lírica desde 2005 a 2016. Premi Nacional de poesia de les Lletres Espanyoles, 2017.

### Narrativa
- Un libro de 4000 años (1988).

### Traduccions
- Jacopo Sannazaro, Arcadia (1982).
- Michelangelo Buonarroti, Rimas (1987).
- Dante Alighieri, La Vida Nueva (1985).
- Ugo Foscolo, Sonetos.
- Eugenio Montale, Fuera de casa (1990).
- Alberto Moravia, Paseos por África, (1988).